# Fat Boys
Fat Boys est un groupe de hip-hop américain, originaire de Brooklyn, à New York. Le groupe, formé en 1982, est un trio composé de Mark Morales aka « Prince Markie Dee » (1968-2021), de Darren Robinson aka  « Buff Love » et  « the Human Beatbox » (1967-1995) et de Damon Wimbley aka « Kool Rock-Ski ».
Au cours des années 1980, les Fat Boys ont sorti plusieurs albums hip-hop qui ont rencontré le succès commercial et ont contribué à accélérer la reconnaissance du genre dans la culture pop. 

## Biographie
Le groupe est formé en 1982 à Brooklyn par Mark « Prince Markie Dee » Morales, Damon « Kool Rock-Ski » Wimbley, et Darren « Buff the Human Beat Box » Robinson sous le nom initial de Disco 3. Buff the Human Beat Box est un pionnier du beatbox. Lui et un autre contemporain, Doug E. Fresh, popularisent le beatbox en inspirant des artistes tels que Biz Markie et, plus tard, Rahzel. Le trio remporte un concours au Radio City Music Hall de 1983, en partie grâce aux talents de beatbox de Robinson. Le groupe change de nom pour Fat Boys en 1984 et publie la même année son premier album homonyme. L'année suivante, en 1985, l'album atteint la 48e place du classement américain Billboard 200.
Pour leur deuxième album, Crushin', publié en 1987, les Fat Boys reprennent la chanson Wipe Out des Surfaris aux côtés des Beach Boys. Crushin' atteint la huitième place du Billboard 200, et est certifié disque de platine par la RIAA. Consacré à l'humour, le groupe tourne par la suite dans le film Krush Groove de Run-D.M.C. en 1985, et dans leur film Disorderlies (1987).
Le 10 décembre 1995, Buff Love succombe d'une crise cardiaque à Rosedale, dans le Queens, à l'âge de 28 ans,.
Les autres membres des Fat Boys annoncent leur réunion en 2008, et lancent leur page officielle sur Internet en novembre 2008. D'après les informations du site, les Fat Boys auraient enregistré leur premier single Fat Boys Unite en pratiquement deux décennies et prévoient de créer leur propre série de téléréalité. En août 2012, les Fat Boys sont programmés pour la 13e édition du Gathering of the Juggalos de Cave-In-Rock, dans l'Illinois. La même année, leur premier album est réédité sous forme de boite à pizza. En 2015, les Fat Boys relancent leur marque de vêtement, les shirts Fat Boys.
Le 18 février 2021, le manager du groupe Louis Gregory, annonce le décès de Prince Markie Dee à l'âge de 52 ans. Damon « Kool Rock-Ski » Wimbley est maintenant le seul membre survivant.

## Discographie

### Albums studio
- 1984 : Fat Boys
- 1985 : The Fat Boys Are Back!
- 1986 : Big and Beautiful
- 1987 : Crushin’
- 1988 : Coming Back Hard Again
- 1989 : On and On
- 1991 : Mack Daddy

### Compilations
- 1987 : Greatest Hits: The Best Part of the Fat Boys
- 1997 : All Meat No Filler!
- 2009 : Fat Boys on Rewind

### Bandes originales
- 1985 : Knights of the City
- 1985 : Krush Groove : All You Can Eat et Krush Groovin'
- 1986 : Deux flics à Miami (série télévisée) : saison 2 épisode 17
- 1986 : Fat Boys On Video: Brrr, Watch ’Em!
- 1987 : Disorderlies : Baby You're a Rich Man
- 1987–1989 : Square One Television (émission de télévision) : clips Burger Pattern, One Billion et Working Backwards
- 1988 : 3X3